# Слідство ведуть ЗнаТоКі. Пожежа
Слідство ведуть ЗнаТоКі. Пожежа — радянський художній детективний фільм 1985 року. 19-та справа з серії фільмів «Слідство ведуть ЗнаТоКі».

## Сюжет
ЗнаТоКі виїжджають на пожежу. Згорів практично вщент склад промтоварів. Дід-сторож ввечері відчув незрозумілу сонливість, заснув на посту, не зміг вчасно відреагувати на спалах, і пожежників викликав випадковий перехожий, коли було вже пізно. Днями на складі очікувалася піврічна ревізія — чи випадково виникло загорання? Під підозру в умисному підпалі потрапляють завідувачка Стольникова і її заступник Гуторська. Гуторська явно розумніше і діловитіше своєї начальниці, вона не приховує свого презирливого ставлення до безглуздої і непрофесійної Стольникової, до того ж, з головою зануреною в перипетії свого роману з місцевим шофером, відомим альфонсом.
Спільне з ВБРСВ розслідування повністю підтверджує версію навмисного підпалу: експертиза показує, що в глибині складу була залишена пляшка з бензином і запалена свічка, встановлена так, щоб вогонь розгорівся після опечатування приміщення, а сторожу в чай було підсипано сильне снодійне. Також експерти з'ясовують, що в тих секціях згорілого складу, де, за документами, знаходилися дорогі і дефіцитні товари, товарів або не було зовсім, або це були товари іншої категорії.
Підсумком розслідування стає встановлений факт крадіжки: дві завідувачі базами промтоварів, Стольникова і Уварова, довгий час приховували великі недостачі, прикриваючи один одного, перед ревізіями періодично переміщаючи відсутні товари з одного складу на інший. Все це тривало до тих пір, поки одна завідувачка — раніше судима Уварова — не підпалила склад «подруги» Стольникової, попередньо «запозичивши» у неї дефіцитні товари на велику суму, щоб разом покрити величезну нестачу. Дізнавшись на слідстві про доведений факт підпалу і здогадавшись, хто це зробив, Стольникова, після бурхливого з'ясування відносин з Уваровою, вирішується зізнатися у всьому добровільно і звести рахунки з підлою співучасницею. Тим більше, що останній роман Стольникової, який займав всі її думки, закінчився плачевно — шофер Костик, «що спеціалізується» на забезпечених дамах бальзаківського віку, дізнавшись про слідство, негайно кинув Стольникову, хоча і зізнався слідчому, що саме він перевозив товари з одного складу на інший перед кожною ревізією. Заступник Стольникової Гуторська була в курсі того, що відбувається, однак не бажала ні втручатися в махінації, ні покласти їм кінець, гидуючи усіма цими маніпуляціями. Тепер їй належить поплатитися за свою гидливість, адже вона в рівній мірі з завбазою є матеріально відповідальною особою.

## Ролі та виконавці

### Головні ролі
- Георгій Мартинюк —  Знаменський
- Леонід Каневський —  Томін
- Ельза Леждей —  Кібріт

### У ролях
- Сергій Гармаш —  Томілін, співробітник ВБРСВ
- Наталя Тенякова —  Євдокія Матвіївна Стольникова, завбазою
- Валентина Карева —  Євгенія Антонівна Гуторська, застзавбазою
- Антоніна Дмитрієва —  Олена Дмитрівна Уварова
- Володимир Ільїн —  Костянтин Бутаєв
- Василь Щолоков —  сторож Микола
- Римма Коміна —  Наташа, комірниця
- Леонід Євтіф'єв —  чоловік Гуторської
- Володимир Сальников —  вахтер Сидоров
- Карп Мукасьян —  Кузьмич, нач. автобази
- Герман Ентін —  свідок, який викликав пожежників

## Знімальна група
- Режисер — Юрій Кротенко
- Сценаристи — Олександр Лавров, Ольга Лаврова
- Оператор — Юрій Ісаков
- Композитори — Олександр Градський, Марк Мінков, Давид Тухманов
- Художник — Лариса Мурашко